# Itäkeskus

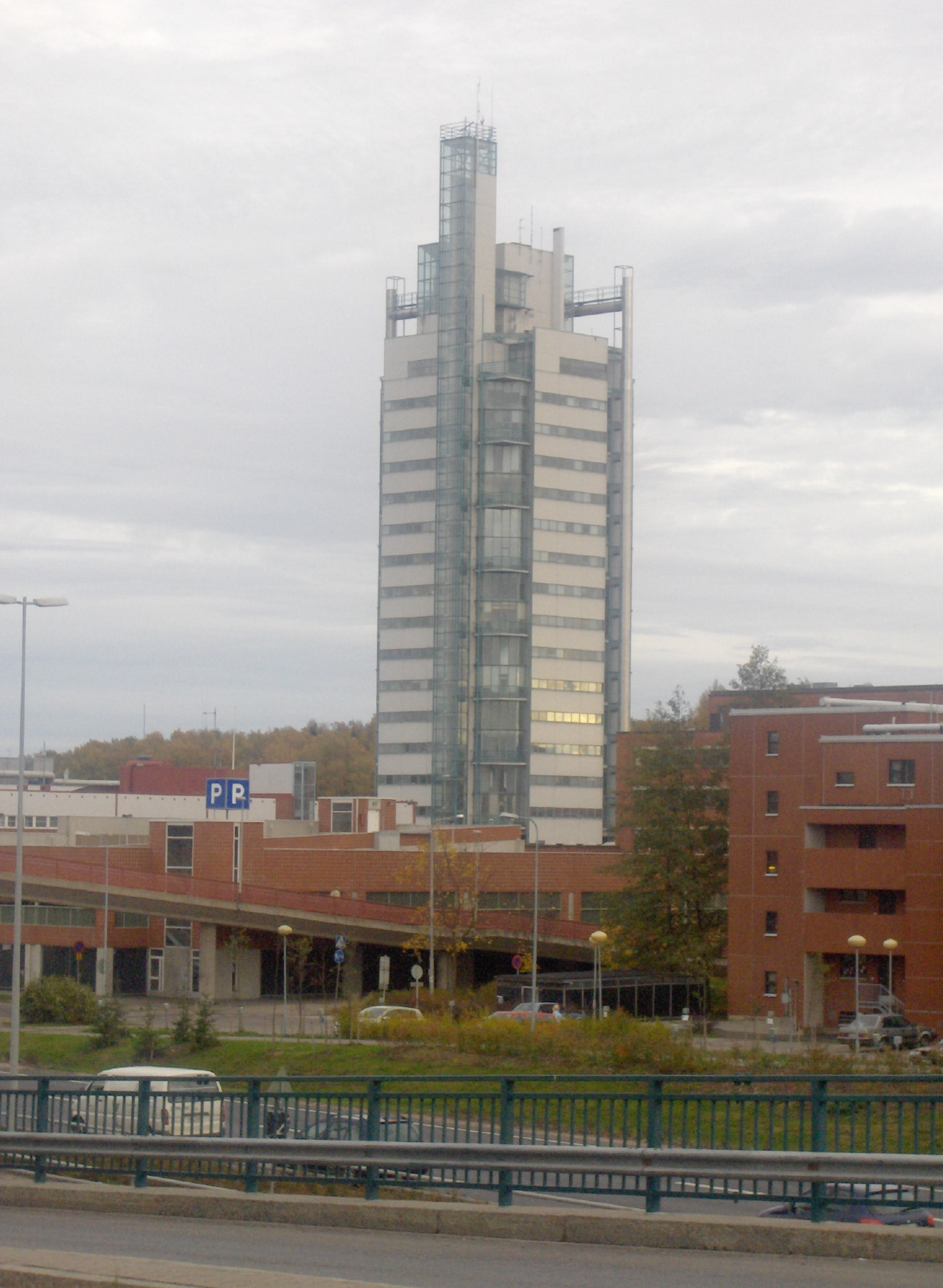
Itäkeskuksen maamerkki, es con 82 metros de altura la segunda construcción apartamental más alta de Finlandia.

Itäkeskus (en sueco Östra centrum, ambos nombres significan "Centro del Este") es un distrito en la parte este de la ciudad de Helsinki, la capital de Finlandia. La principal atracción del distrito es el Centro Comercial Itäkeskus, el mayor centro comercial techado en los países nórdicos. El distrito también tiene la Estación Itäkeskus.
La población del distrito es de 4.784 habitantes (2004) y su área es de 1,17 km².
- Datos: Q2267125
- Multimedia: Itäkeskus / Q2267125